# IPhone 6
iPhone 6 і iPhone 6 Plus — смартфони корпорації Apple, що працюють на iOS 8, представлені 9 вересня 2014. Діагональ екрану була значно збільшена в порівнянні з попередніми моделями: у iPhone 6 до 4,7 дюйма (розширення 1334 × 750), а у iPhone 6 Plus до 5,5 дюйма (1920 × 1080, RetinaHD). Товщина телефонів — близько 7 мм, без урахування товщини камери. Смартфони являють собою восьме покоління iPhone.

## Історія

### Перед анонсом
28 серпня 2014 корпорація розіслала запрошення на презентацію.

### Анонс
9 вересня 2014 Apple провела заходи, представивши нові моделі. Презентацію провів голова корпорації Тім Кук.

### Після анонсу
Передзамовлення на модель почалися 12 вересня 2014, протягом першої доби було замовлено 4 млн апаратів — це абсолютний рекорд в історії компанії. Компанія Apple заявила, що встановила новий рекорд: за 3 дні після старту продажу було продано понад 10 млн апаратів.

## Характеристики
Найбільш значні зміни в дизайні: велика заокругленість кутів (в порівнянні з iPhone 5S), заокругленість скла на бічних гранях. Кнопку живлення, яка раніше розташовувалася зверху, пересунуто на бічну грань.
У порівнянні з попередніми моделями, були оновлені екрани (4,7 дюйма, 1334 × 750 (326 ppi), співвідношення сторін, близьке до 16: 9), що отримали назву «Retina HD». iPhone 6 Plus використовує екран 5,5 дюйма з роздільною здатністю 1920 × 1080 (401 ppi). У новій моделі використовується звичайне загартоване скло, а не з синтетичного сапфіру, як очікувалося.
Розміри пристроїв iPhone 6: 138,1 × 67 × 6,9 мм, вага 129 г; iPhone 6 Plus — 158,1 × 77,8 × 7,1 мм, вага 172 г. Товщина телефону близько модуля камери більше на 0,7 мм.
Обидві моделі використовують мікропроцесор Apple A8 з 1 ГБ ОЗУ LPDDR3 і співпроцесор M8.
Камера зберегла розширення в 8 мегапікселів, але в ній був оновлений сенсор і об'єктив (f / 2.2). Можливо фільмування 1080p відео (HD) з частотою кадрів 30 або 60 (120/240 в режимі slow-mo) на секунду. У камері iPhone 6 Plus додатково є оптична стабілізація зображення.
Для комунікації в IPhone 6 використовується архітектура Qualcomm (ресивер WFR1620 + трансивер WTR1625L). Тепер замість п'яти моделей, які підтримували різні частоти LTE, випускається тільки дві моделі iPhone 6 A1549 і A1586 і дві моделі iPhone 6 Plus — A1522 і A1524, діапазони частот яких у великій мірі дублюються. Модем MDM9625M забезпечує максимальну смугу пропускання до 150 Мбіт / с, з підтримкою передачі голосу по каналу LTE без перемикання на GSM або CDMA.
Модуль Wi-Fi в iPhone 6 відповідає стандарту IEEE 802.11ac з піковою пропускною здатністю на фізичному рівні 433 Мбіт / с.
Смартфони отримали інтерфейс NFC і дозволяють виробляти безконтактну оплату за допомогою Apple Pay.
У пристроях встановлено два акселерометри, точний шестивісний від InvenSense й економічний тривісний акселерометр від Bosch.

## Програмне забезпечення
Операційна система обох моделей iPhone 6 — iOS 8 (з наступним поступовим оновленням до iOS 12). Деякі вбудовані додатки оновлені, наприклад Mail може використовувати дві колонки при горизонтальній орієнтації екрана.
Для спрощення роботи з величезним екраном доданий жест «Reachability»: подвійне торкання кнопки Home зрушує верхню половину екрана вниз.
Бездротова оплата за допомогою Apple Pay проводиться без розблокування апарата, але тільки після сканування відбитка пальця.

## Критика

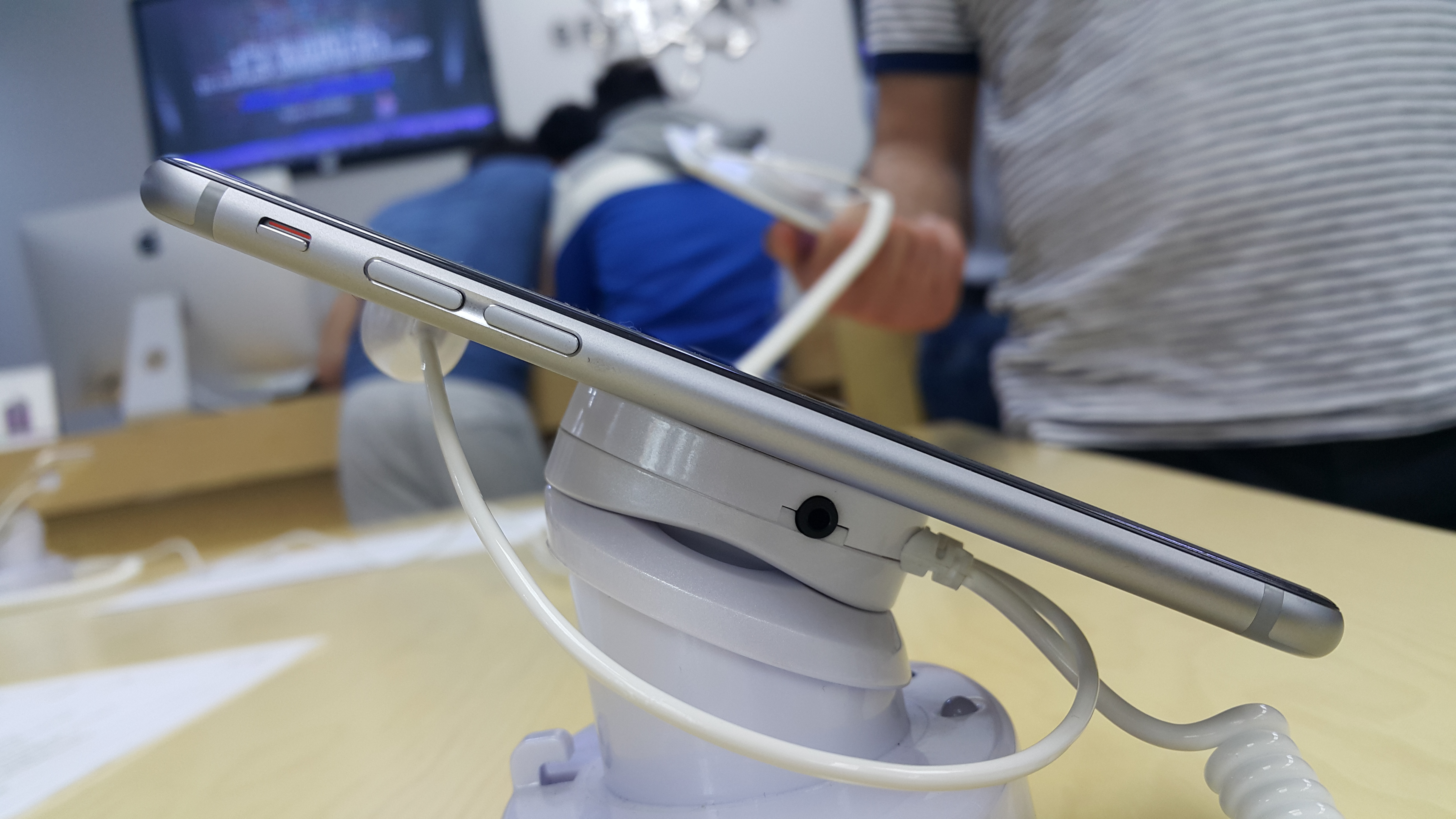
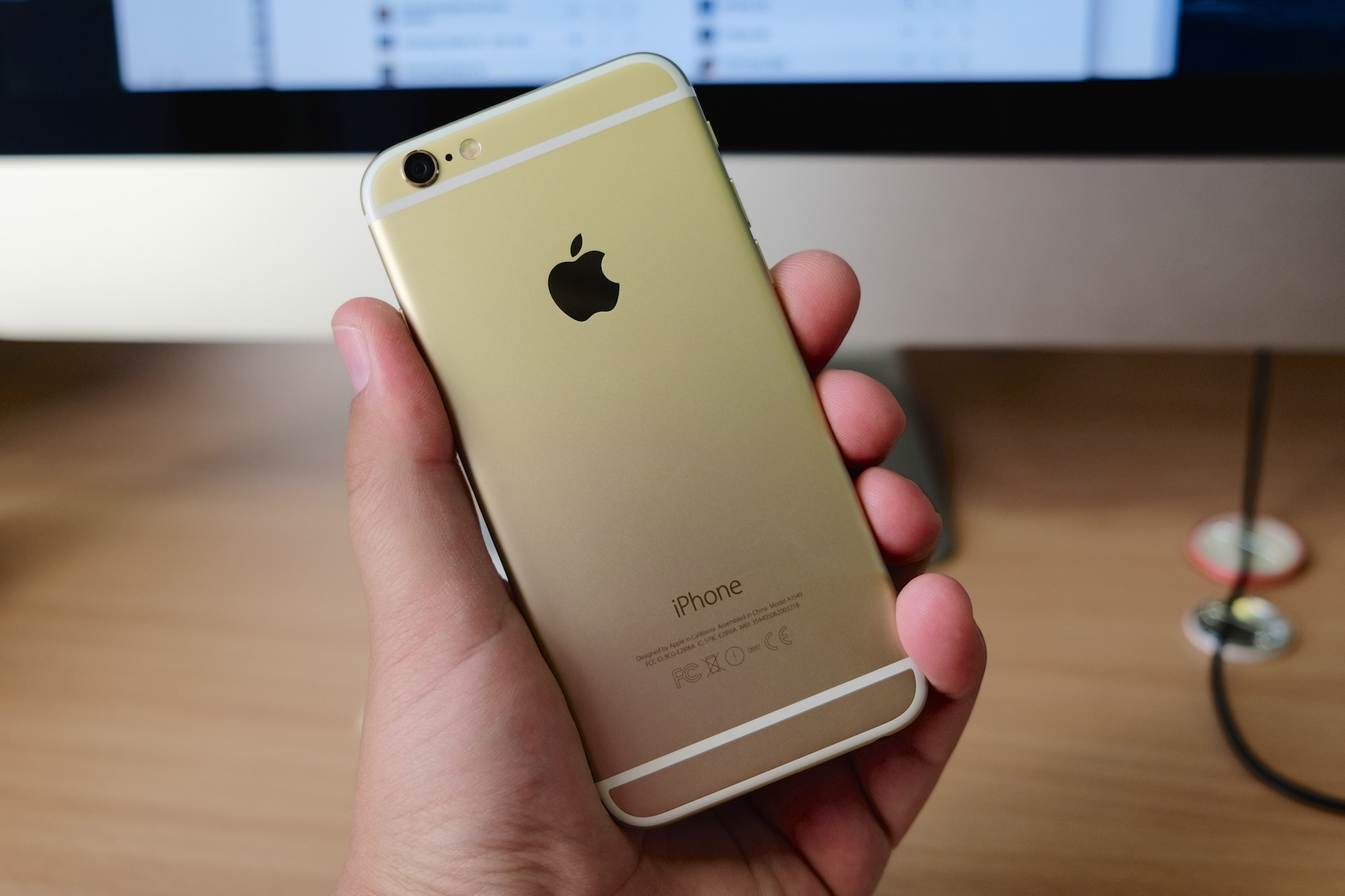

Під час презентації Apple візуально занизила за допомогою спеціального освітлення товщину телефону порівнюючи з попередньою моделлю. Фотографії телефонів в профіль позбулися модуля камери, що випирає, його товщина (близько 0,7 мм) не враховується в маркетингових заявах Apple.
Відразу ж після виходу, у iPhone 6 Plus виявилися проблеми з жорсткістю корпусу, смартфон гнувся від механічного впливу на зону трохи вище середини, під кнопками управління гучністю. «Недостатня міцність» корпусу нового флагмана Apple викликала широкий громадський резонанс, в соціальних мережах набув поширення хештег «Bendgate» («bend» в перекладі з англійської — «гнути»). Конкуренти Apple, серед них: Samsung, LG, HTC, ASUS, скористалися ажіотажем і в рекламних цілях випустили порівняння своїх продуктів з смартфоном Apple. Apple у відповідь заявили, що за весь час продажу до них надійшло лише 9 подібних скарг.

Медики встановили, що пристрій Apple містить нікель — один з найсильніших алергенів серед металів.